# Вітватерсрандський університет
Вітватерсрандський університет — великий південно-африканський громадський дослідницький університет. Знаходиться у Йоганнесбурзі, є освітнім центром Вітватерсранду, звідки й назва. Третій за віком університет ПАР, що працює безперервно (з 1896 року).

## Історія
Університет було створено 1896 року в Кімберлі як Гірничу школу. У 1904 році школу перемістили до Йоганнесбургу, де назвали Трансваальским технічним університетом та Трансваальським університетським коледжем. Статус повноправного університету надано 1922 року.
До 1959 року університет вільно приймав на навчання всіх громадян ПАР, включаючи чорношкірих. Під час апартеїду керівництво і викладачі університету були в опозиції до режиму, зокрема чимало африканців змогли здобути освіту.

## Структура

### Факультети
Університет складається з 5 факультетів:
- комерції, права і управління
- інженерії і будівництва
- медичних наук
- гуманітарних наук
- природничих наук

### Інші підрозділи
До університету також належать:
- планетарій (найбільший у Південній Африці)
- 14 музеїв (палеонтологічний, медицини, геологічний та інші)
- Колиска людства — місце палеонтологічних розкопок, де було знайдено найдавніші залишки австралопітеків
- художній музей
- музей наскельного живопису койсанських народів

## Відомі люди

### Нобелівські лауреати
- Аарон Клуг 1982, Нобелівська премія з хімії — випускник
- Надін Гордімер, 1991, Нобелівська премія з літератури — вчилася 1 рік
- Нельсон Мандела, 1993, Нобелівська премія миру — випускник
- Сідней Бреннер, 2002, Нобелівська премія з фізіології і медицини — випускник

### Викладачі і науковці
- Френк Набарро — завідувач кафедри фізики, декан факультету природничих наук
- Доріс Кульманн-Вілсдорф - професор фізики
- Борис Балінський — ембріолог, ентомолог, декан біологічного факультету
- Раймонд Дарт — професор медичного факультету
- Філіпп Тобіас — антрополог
- Лі Роджерс Бергер — палеонтолог